# ایناواشیرو، فوکوشیما
ایناواشیرو، فوکوشیما (به لاتین: Inawashiro, Fukushima) یک منطقهٔ مسکونی در ژاپن است که در استان فوکوشیما واقع شده‌است. ایناواشیرو ۳۹۵٫۰۰ کیلومترمربع مساحت و ۱۵٬۰۱۱ نفر جمعیت دارد.